# Ectropis moderata
Ectropis moderata är en fjärilsart som beskrevs av Claude Herbulot 1972. Ectropis moderata ingår i släktet Ectropis och familjen mätare. Inga underarter finns listade i Catalogue of Life.